# Regéc
Regéc község Borsod-Abaúj-Zemplén vármegye Gönci járásában.

## Fekvése
A törpefalu a Zempléni-hegység középső részén helyezkedik el, a vármegyeszékhely Miskolctól 64 kilométerre légvonalban, északkeletre.
A közvetlenül szomszédos települések: észak felől Telkibánya, északkelet felől Nagyhuta, kelet felől Háromhuta, dél felől Mogyoróska, nyugat felől pedig Fony. A legközelebbi város a 19 kilométerre fekvő Gönc.

### Megközelítése
Csak közúton érhető el, Fony vagy Háromhuta (Óhuta) érintésével, a 3716-os úton.

## Története
Regéc neve szláv eredetű, szarvat jelent. Regécet 1298-ban említik először, de ekkor valószínűleg a település még nem állt, csak a hegyről volt szó.
Nagy Lajos pálos kolostort alapított Szent Fülöp tiszteletére a falutól 1 kilométerre. A kolostor 1612-ben elpusztult, pontos helye jelenleg nem ismert. Feltételezett helye a Regéchez közeli Barát láz-dűlőn, Óhutától 500 méterre, a 3716-os út mentén fekszik.
A várat a 13. században építette feltehetőleg az Aba nemzetség; 1307-ből származik róla az első adat. Egy időben a Rákócziak is birtokolták. II. Rákóczi Ferenc itt élt ötéves koráig. A szabadságharc bukása után az osztrákok több más várral együtt lerombolták. Ekkor a település is elpusztult. 1750-ben több környező településsel együtt Trautson herceg telepítette be újra, német telepesekkel.

### Idézetek Regécről
szörnyű rázásait és lökéseit egyedül a regétzi vár elpusztult falainak meglátása tűrette el velem
Mogyoróska, Regécke,

jajj, de nagyon szegényke,

kenyere is kevéske,

csak egy kicsi lepényke.

## Közélete

### Polgármesterei
- 1990–1994: Kormos István (független)[5]
- 1994–1998: Kormos István (független)[6]
- 1998–2002: Kormos István (független)[7]
- 2002–2006: Kormos István (független)[8]
- 2006–2010: Kormos István (független)[9]
- 2010–2014: Kormos István (független)[10]
- 2014–2019: Bakos Ferenc (független)[11]
- 2019–2024: Bakos Ferenc (független)[12]
- 2024– : Bakos Ferenc (független)[1]

## Népesség
A település népességének változása:
| Lakosok száma | 82   | 78   | 76   | 63   | 63   | 65   | 64   |
|               | 2013 | 2014 | 2015 | 2021 | 2022 | 2023 | 2024 |

A 2001-es népszámlálás adatai szerint a településnek csak magyar lakossága volt.
A 2011-es népszámlálás során a lakosok 93,8%-a magyarnak, 1,2% bolgárnak, 1,2% németnek, 1,2% ruszinnak mondta magát (6,2% nem nyilatkozott; a kettős identitások miatt a végösszeg nagyobb lehet 100%-nál). A vallási megoszlás a következő volt: római katolikus 43,2%, református 7,4%, görögkatolikus 29,6%, felekezeten kívüli 6,2% (12,3% nem válaszolt).
2022-ben a lakosság 90,5%-a vallotta magát magyarnak, 1,6% lengyelnek (9,5% nem nyilatkozott; a kettős identitások miatt a végösszeg nagyobb lehet 100%-nál). Vallásuk szerint 27% volt római katolikus, 12,7% református, 28,6% görög katolikus, 9,5% felekezeten kívüli (22,2% nem válaszolt).

## Nevezetességei
- Regéci vár
- Római katolikus templom (1904)
- Görögkatolikus templom (1956)
- A településen áthalad az Országos Kéktúra.
- Zrínyi Ilona szobra a gyermek II. Rákóczi Ferenccel (Nemes Sándor hejcei fafaragó alkotása, 1998, a szoborról Rozványi Dávid verset írt)
- Regéci Tanösvény

## Képgaléria

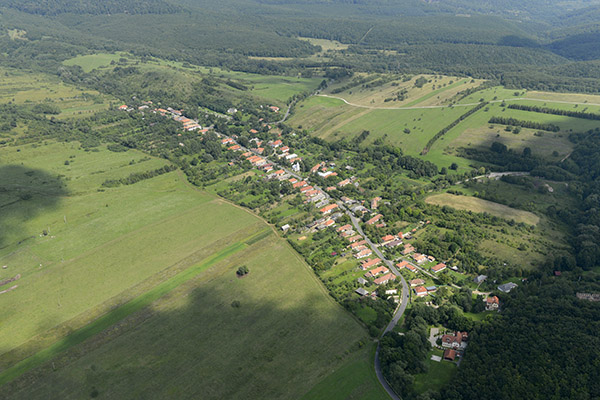
Regéc község légi felvételen
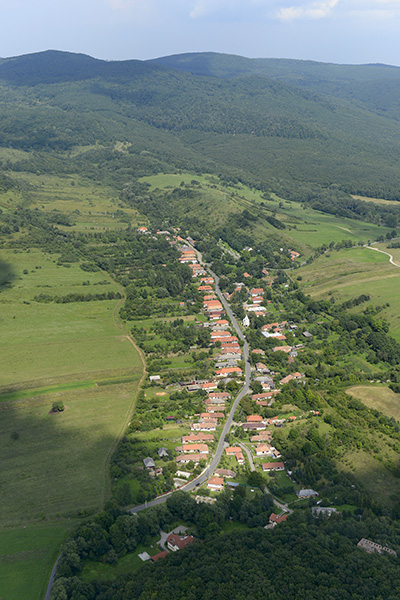
Regéc látképe madártávlatból
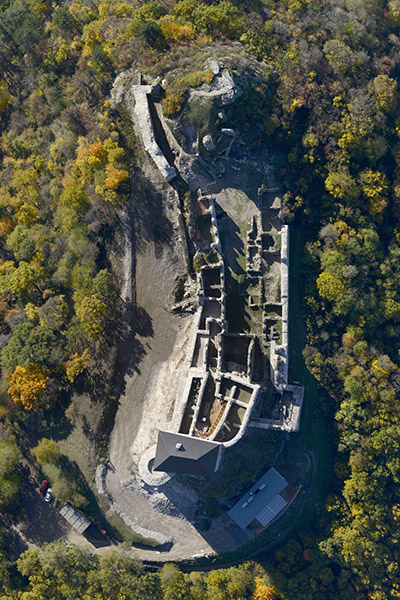
A regéci vár légi fotón
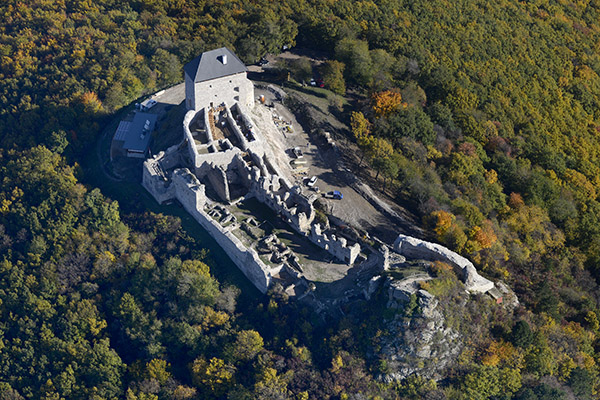
A regéci vár a magasból
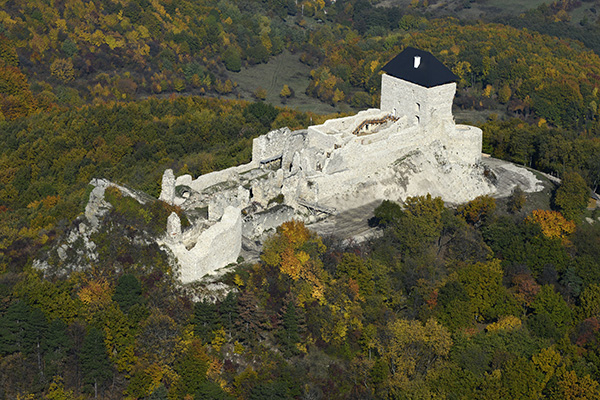
Regéc vára a levegőből 2015-ben
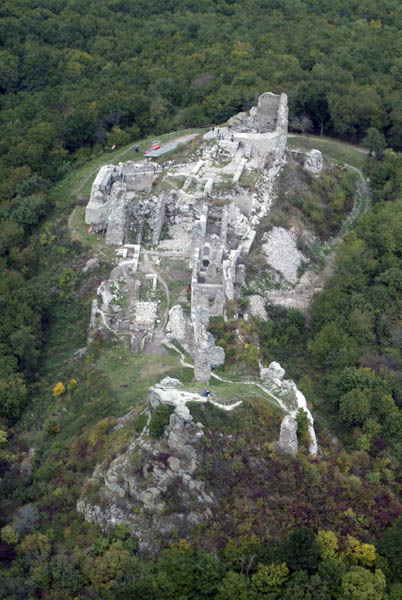
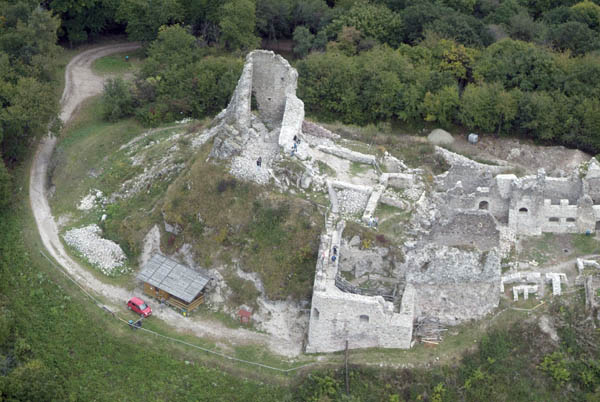
Légi felvételek a várról (2010)
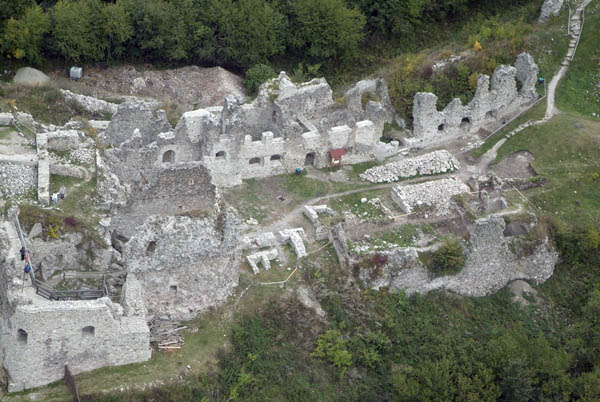
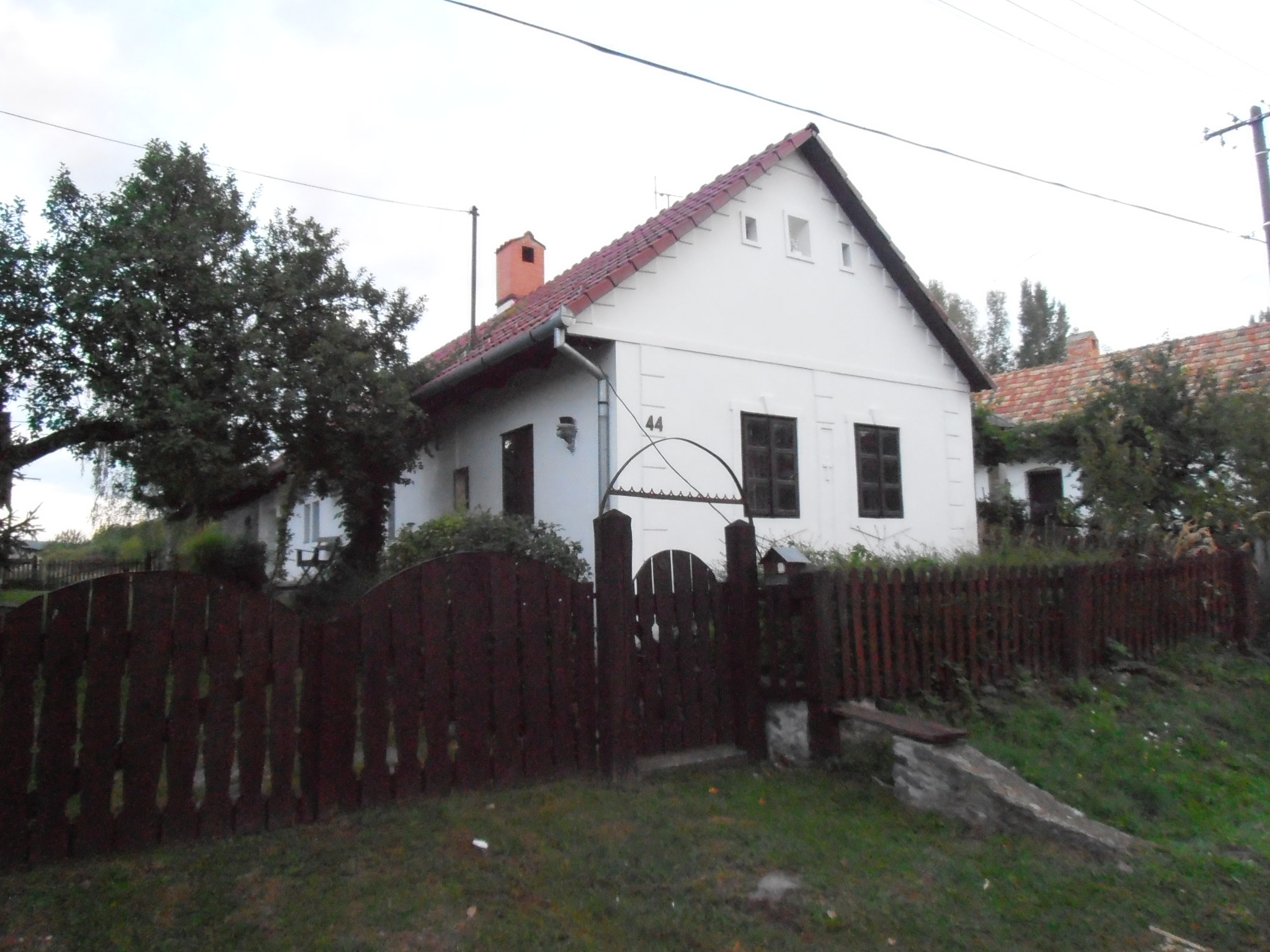
Regéci ház